# Lý thuyết tập hợp ngây thơ
Lý thuyết tập hợp ngây thơ là bất kỳ lý thuyết nào trong số các lý thuyết tập hợp được sử dụng trong cuộc thảo luận về nền tảng của toán học. Không giống như các lý thuyết tập hợp tiên đề, được xác định bằng logic chính thức, lý thuyết tập hợp ngây thơ được định nghĩa không chính thức, bằng ngôn ngữ tự nhiên. Nó mô tả các khía cạnh của các tập hợp toán học quen thuộc trong toán học rời rạc (ví dụ biểu đồ Venn và lập luận ký hiệu về đại số Boole của chúng), và đủ cho việc sử dụng hàng ngày các khái niệm lý thuyết tập hợp trong toán học đương đại.
Tập hợp có tầm quan trọng lớn trong toán học; trong các phương pháp nghiên cứu của toán học hiện đại chính thức, hầu hết các đối tượng toán học (số, quan hệ, hàm số, v.v.) được định nghĩa trong mối quan hệ với các tập hợp. Lý thuyết tập hợp ngây thơ đặt ra đủ cho nhiều mục đích, đồng thời đóng vai trò là bước đệm hướng tới các phương pháp nghiên cứu toán học hiện đại chính thức hơn.

## Phương pháp
Một lý thuyết ngây thơ theo nghĩa "lý thuyết tập hợp ngây thơ" là một lý thuyết không chính thức, nghĩa là một lý thuyết sử dụng ngôn ngữ tự nhiên để mô tả các tập hợp và các phép toán trên các tập hợp. Các từ và, hoặc, nếu... thì, không, đối với một số, đối với tất cả được xử lý như trong toán học thông thường. Như một vấn đề của thuận tiện, sử dụng lý thuyết tập hợp ngây thơ và hình thức luận của nó chiếm ưu thế ngay cả trong toán học cao hơn - bao gồm cả trong các thiết lập chính thức hơn của chính lý thuyết tập hợp.
Sự phát triển đầu tiên của lý thuyết tập hợp là một lý thuyết tập hợp ngây thơ. Nó được tạo ra vào cuối thế kỷ 19 bởi Georg Cantor như một phần trong nghiên cứu về tập hợp vô hạn của ông và được phát triển bởi Gottlob Frege trong cuốn Begriffsschrift (ký hiệu khái niệm) của ông.
Lý thuyết tập hợp ngây thơ có thể đề cập đến một số khái niệm rất khác biệt. Nó có thể đề cập đến
- Trình bày không chính thức về lý thuyết tập hợp tiên đề, ví dụ như trong Lý thuyết tập hợp ngây thơ của Paul Halmos.
- Các phiên bản sớm hoặc muộn hơn của lý thuyết của Georg Cantor và các hệ thống không chính thức khác.
- Các lý thuyết rõ ràng là không nhất quán (dù là tiên đề hay không), chẳng hạn như lý thuyết của Gottlob Frege mang lại Nghịch lý Russell và các lý thuyết của Giuseppe Peano và Richard Dedekind.

### Nghịch lý
Giả định cho rằng bất kỳ thuộc tính nào cũng có thể được sử dụng để tạo thành một tập hợp, mà không hạn chế, dẫn đến nghịch lý. Một ví dụ phổ biến là Nghịch lý Russell: không có tập hợp nào bao gồm "tất cả các tập hợp không chứa chính chúng". Do đó, các hệ thống nhất quán của lý thuyết tập hợp ngây thơ phải bao gồm một số hạn chế về các nguyên tắc có thể được sử dụng để hình thành các tập hợp.

### Lý thuyết tiên đề
Lý thuyết tập hợp tiên đề đã được phát triển để đáp ứng những nỗ lực ban đầu này để hiểu các tập hợp, với mục tiêu xác định chính xác những phép toán nào được phép và khi nào.

## Tập hợp, thuộc và bằng nhau
Trong lý thuyết tập hợp ngây thơ, một tập hợp được mô tả là một tập hợp các đối tượng được xác định rõ. Các đối tượng này được gọi là các phần tử hoặc thành viên của tập hợp. Các đối tượng có thể là bất cứ thứ gì: số, người, các tập hợp khác, v.v. Ví dụ, 4 là thành viên của tập hợp tất cả các số nguyên chẵn. Rõ ràng, tập hợp các số chẵn là vô cùng lớn; không có yêu cầu rằng một tập hợp là hữu hạn.

### Thuộc
Nếu x là phần tử thuộc tập hợp A, thì người ta cũng nói rằng x  'thuộc về'  A hoặc x [là] nằm trong A. Điều này được ký hiệu là x ∈ A. Biểu tượng là một từ phái sinh từ chữ Hy Lạp viết thường epsilon, "ε", được giới thiệu bởi Giuseppe Peano vào năm 1889 và nó là chữ cái đầu tiên của từ ἐστί (có nghĩa là "là"). Biểu tượng thường được sử dụng để viết x ∉ A, có nghĩa là "x [là] không nằm trong A".

### Bằng nhau
Hai tập hợp  A  và  B  được định nghĩa là  'bằng nhau'  khi chúng có các phần tử chính xác giống nhau, nghĩa là, nếu mọi phần tử của  A  là một yếu tố của  B  và mọi yếu tố của  B  là một yếu tố của  A . (Xem tiên đề của tính mở rộng.) Do đó, một tập hợp hoàn toàn được xác định bởi các phần tử của nó; mô tả là không quan trọng. Ví dụ: tập hợp có các phần tử 2, 3 và 5 bằng với tập hợp của tất cả số nguyên tố s nhỏ hơn 6.Nếu các tập hợp A  và  B  bằng nhau, thì tập hợp này được ký hiệu tượng trưng là  A  =  B  (như thường lệ).

### Tập hợp rỗng
Tập hợp rỗng, thường được ký hiệu là Ø và đôi khi {\displaystyle \{\}}, là một tập hợp không có phần tử nào cả. Bởi vì một tập hợp được xác định hoàn toàn bởi các phần tử của nó, chỉ có thể có một tập hợp rỗng (Xem tiên đề về tập hợp rỗng). Mặc dù tập hợp rỗng không có phần tử, nhưng nó có thể là phần tử của các tập hợp khác. Do đó Ø ≠ {Ø}, vì cái trước không có phần tử và cái sau có một phần tử. Trong toán học, các tập hợp duy nhất mà người ta cần quan tâm có thể được xây dựng chỉ từ một mình tập hợp rỗng. (Halmos (1974))